# Кулешов (Киевская область)
Кулешов (укр. Кулешів) — село, входит в Мироновский район Киевской области Украины.
Население по переписи 2001 года составляло 62 человека. Почтовый индекс — 08820. Телефонный код — 4574. Занимает площадь 3,85 км². Код КОАТУУ — 3222983602.

## Местный совет
08820, Київська обл., Миронівський р-н, с.Македони, вул.Ворошилова,2а